# طلای راین
طلای راین (آلمانی: Das Rheingold) نامِ نخستین اپرا از چهار اپرای حلقهٔ نیبلونگ از ریشارد واگنر است. این اپرا در ابتدا به عنوان مقدمهٔ حلقه نیبلونگ نوشته شده بود، اما هم‌اکنون به عنوانِ اپرای نخست از چهار اپرای جداگانه در نظر گرفته می‌شود.
طلای راین از ۴ صحنه تشکیل شده‌است که بدون وقفه اجرا می‌شوند.